# Шилегское сельское поселение
Шилегское се́льское поселе́ние или муниципальное образование «Шилегское» — муниципальное образование со статусом сельского поселения в Пинежском муниципальном районе Архангельской области России.
Соответствует административно-территориальной единице в Пинежском районе — Шилегскому сельсовету.
Административный центр — посёлок Ясный.

## География
Шилегское сельское поселение находится в центре Пинежского муниципального района. По территории поселения проходит автодорога «Земцово — Сылога — Светлый».

## История
Муниципальное образование было образовано в 2006 году.

## Население
| 2010  | 2011  | 2012  | 2013  | 2014  | 2015  | 2016  | 2017  | 2018  |
| ----- | ----- | ----- | ----- | ----- | ----- | ----- | ----- | ----- |
| 2485  | ↘2473 | ↘2427 | ↗2473 | ↘2435 | ↘2369 | ↘2279 | ↘2206 | ↘2157 |
| 2019  | 2020  | 2021  | 2023  |       |       |       |       |       |
| ↘2099 | ↘2043 | ↘1904 | ↘1831 |       |       |       |       |       |

## Состав сельского поселения
В состав сельского поселения входят:
- Березник
- Земцово
- Русковера
- Таёжный
- Шилега
- Ясный